# Lithobius quadricalcaratus
Lithobius quadricalcaratus är en mångfotingart som beskrevs av J.R. Eason 1993. Lithobius quadricalcaratus ingår i släktet Lithobius och familjen stenkrypare.
Artens utbredningsområde är Myanmar. Inga underarter finns listade i Catalogue of Life.